# Q'enqo
Q'enqo (prononciation du mot quechua q'inqu signifiant zigzag,) est un sanctuaire inca situé à six kilomètres au nord de la ville de Cuzco au Pérou. Faisant partie de la Vallée sacrée des Incas, le site culmine à 3 580 mètres d'altitude.

## Architecture
Le site de Q'enqo est divisé en deux parties : El Grande situé au pied de la route reliant Saksaywaman à Písac, et El Chico qui se trouve à 350 mètres à l'ouest du dernier, sur la colline. Ce sanctuaire est situé sur ce qui est maintenant connu sous le nom de la colline Socorro et couvre une superficie d'un peu plus de 3 500 mètres carrés. À l'époque de l'Empire inca, Q'inqu était un centre dédié au culte et aux rites, son amphithéâtre semi-circulaire et ses galeries souterraines présentant un intérêt particulier.
Le nom original de ce sanctuaire est inconnu et les conquistadors espagnols lui ont donné le nom de Q'inqu, mot quechua signifiant « labyrinthe » à cause des nombreuses galeries souterraines et des petits canaux en forme de zigzag gravés sur les rochers qu'il contient.
Ce monument est souvent qualifié d'amphithéâtre, ayant une construction semi-circulaire. En fait, le but de cette construction, qui pouvait être utilisée aussi bien comme autel, tribunal ou tombe, est ignoré. Il est présumé qu'il était l'un des sanctuaires les plus importants à l'époque inca.
Les canaux gravés qui se rejoignent tous vers le centre sont également intrigants. Il est supposé que des adorateurs s'y prosternaient pour adorer Inti le dieu soleil ou Pachamama la déesse de la Terre.

## Galerie

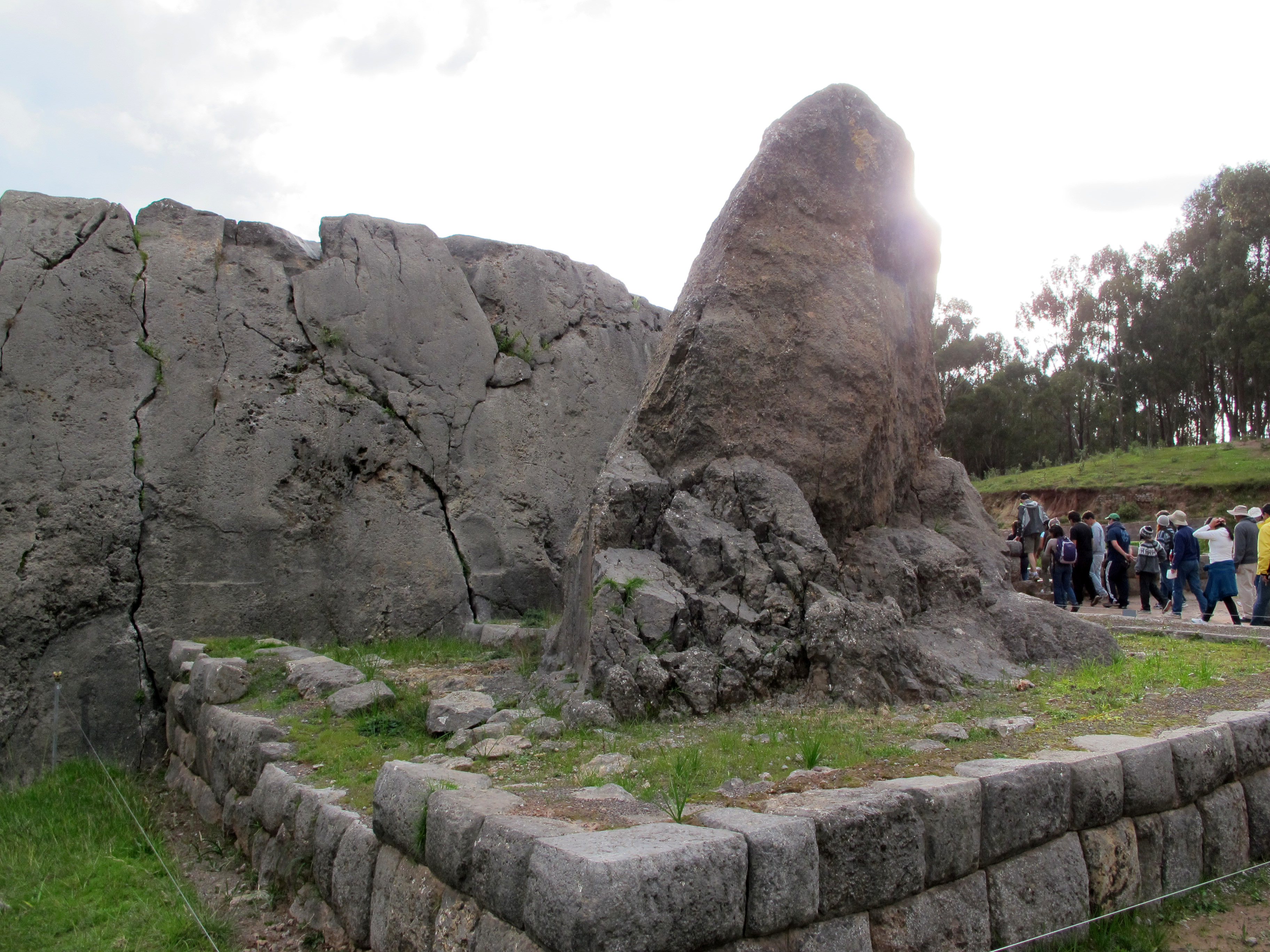
Monolithe
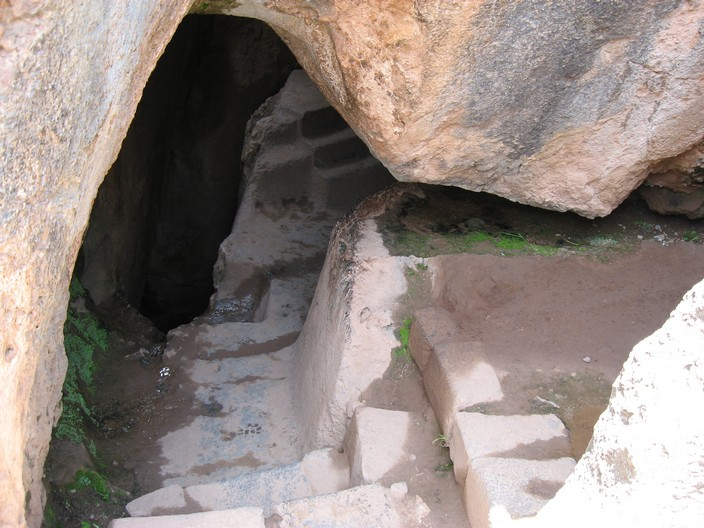
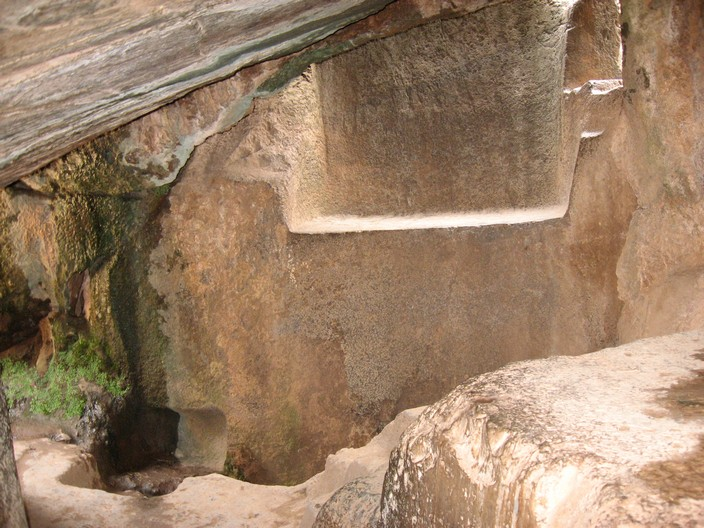
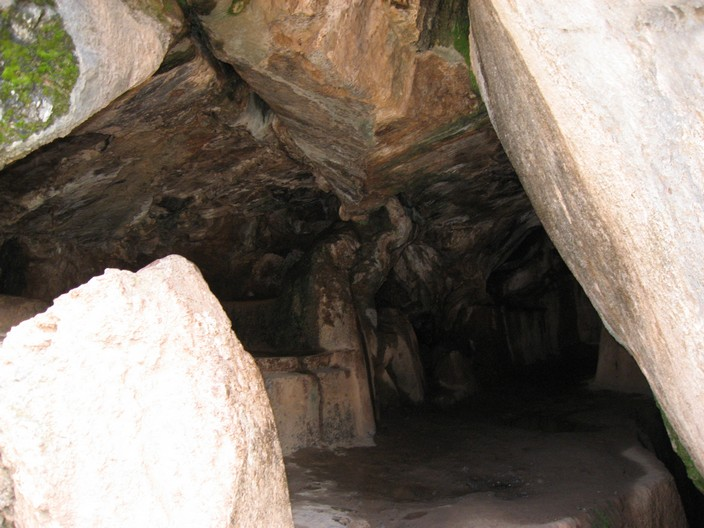
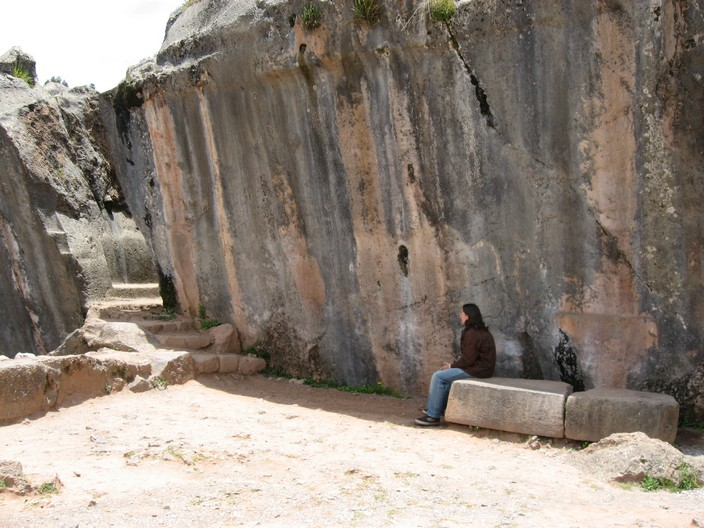
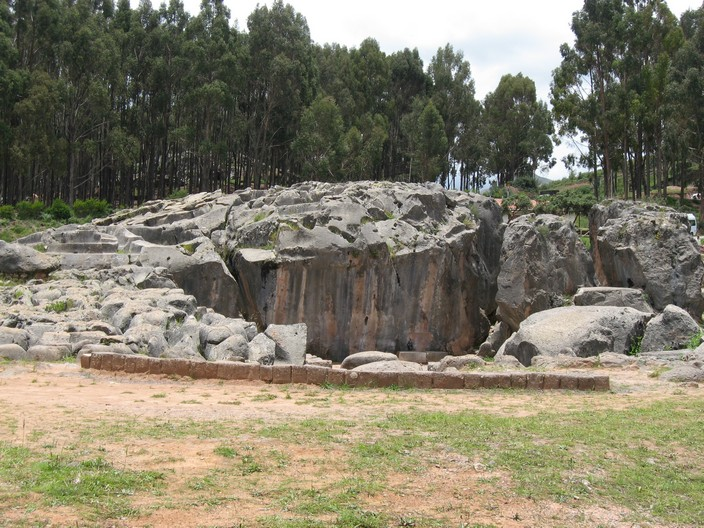